# Karel Schleyder
Karel Schleyder (3. června 1860 Holešovice-Bubny – 23. prosince 1932 Praha) byl český železniční odborník a vynálezce, starosta Rakovníka.

## Život
Vystudoval karlínskou reálku a roku 1883 absolvoval strojnictví na české technice v Praze. Poté krátkou dobu pracoval v cukrovaru hraběte Harracha v Sadové a v pražské továrně firmy Viliam A. Stone, aby roku 1884 nastoupil jako technik k c. k. státním drahám. Postupně působil ve výtopnách Podmokly, Hroby, Louny, Tábor a Zdice, kde se stal vrchním inženýrem. Vynalezl nebo zdokonalil řadu strojů a přístrojů v oboru železniční dopravy, byl mj. autorem patentu na spalovač kouře pro parní lokomotivy. Přispíval také do odborných časopisů. Od roku 1904 řídil výtopnu v Rakovníku, později zde v letech 1912 až 1919 také vykonával funkci starosty a jako takový měl zásluhu na prosperitě města i během války. Byl členem národně socialitické strany. Poté byl přeložen na Slovensko, kde se stal ředitelem československých drah v Košicích. V polovině 20. let se vrátil do Prahy, působil v Autonomním sboru nemocniční pokladny státních drah a stal se také čestným předsedou Jednoty, odborového sdružení národněsocialistických železničářů. Pohřben je v Rakovníku.